# Fallout (серія)
Fallout — серія постапокаліптичних рольових відеоігор, випущених компаніями Interplay Entertainment і Bethesda Softworks. Дія ігор серії відбувається на території США, яка після світової ядерної війни перетворилася на радіоактивну пустелю і охоплена анархією. Хоча події ігор і відбуваються в далекому майбутньому, через сотні років після ядерної війни, серія Fallout відрізняється характерним ретрофутуристичним стилем, натхненним масовою культурою 1950-х років. Ігри основної серії поєднують у собі рольові ігри з відкритим світом, що надають гравцеві можливість вільно досліджувати різноманітні локації і долати зустрінені перешкоди різними шляхами.

## Всесвіт серії
За історією серії, в XX—XXI століттях відбувалося протистояння США з СРСР, але СРСР не розпався, хоч і зійшов зі світової політичної арени. Основним противником США став Китай. Впродовж 2052—2077 років тривала війна за природні ресурси, джерела яких вичерпувалися. Протягом конфлікту, США ще 2051 року окупували Мексику, з причини нестачі нафти з Середнього Сходу; країни Європи занепали і надалі постійно ворогували між собою. На Середньому Сході активізувалися терористи, застосовуючи ядерну зброю.
Втративши джерела нафти, Китай вдерся до Аляски в 2066, але розробки США у військовій галузі, зокрема екзоскелетів, зупинили просування китайців. У 2074 році США припинили торгівлю нафтою, використовуючи її тільки для власних потреб. Відчуваючи політичний тиск, Канада у 2075 приєдналася до США, що супроводжувалося протестами і повстаннями, тим часом сутички в Алясці виснажували обидві сторони. Після визволення Аляски від окупантів, Китай у 2077 завдав ядерних ударів по США, за чим послідував обмін ударами, які тривали біля двох годин і витратили більшість ядерного арсеналу.
Багато громадян США не сприйняли оповіщення про небезпеку серйозно, оскільки звикли до численних навчань і помилкових тривог. До того часу компанія Vault-Tec Industries побудувала 122 сховища, призначених для тривалого проживання людей під землею та повторного заселення Землі. Компанія отримувала значне фінансування і підтримку, маючи змогу розвивати нові технології. Проте основною метою Vault-Tec Industries було дослідження впливу тривалої ізоляції на замкнуті групи людей. Крім того West Tek розроблявся вірус примусової еволюції, FEV (Forced Evolutionary Virus). На початку він створювався для протистояння біологічній зброї китайців, але пізніше став надавати імунітет до більшості хвороб тільки в разі перебудови ДНК, створюючи мутантів. Після ядерної війни FEV опинився у навколишньому середовищі, викликаючи мутації, але разом з тим породжуючи стійкі види. Декотрі організації в підсумку використовували вірус, щоб створювати людей-мутантів для отримання армій.
Під час дії ігор серії сховища умисно чи через повстання і несправності відкриваються, а їхні жителі, якщо виживають, досліджують і заселяють поверхню. Декотрі люди на поверхні пережили наслідки ядерних вибухів, але в більшості застрягли в анархії та повернулися до полювання та фермерства. Такі організації як Анклав (залишки довоєнного уряду США) і Братство сталі оволоділи вцілілими технологіями і розвинули нові. Територія США стала місцем боротьби за вплив між різними угрупуваннями за поступового відродження природи і цивілізації.

## Ігри серії

Геймплей першої Fallout (1997)

### Канонічні
- Fallout — перша частина серії, випущена в 1997 році. За сюжетом герой, відомий як Виходець зі Сховища 13, мусить покинути дім в пошуках водного чипа в 2161 році. Він має тільки 150 днів допоки Сховище не загине від нестачі чистої води. Згодом він стикається із загрозою усій Пустці — армією мутантів, якою керує учений Повелитель;
- Fallout 2 — друга частина серії, випущена в 1998 році. Заснована на тому ж ігровому рушієві, але надає більш різноманітний ігровий світ. Події відбуваються через 80 років після подій оригінальної гри. Головний герой гри — нащадок Вихідця, котрий живе у заснованому ним поселенні. Проте поселення потерпає від посухи і нового героя старійшина відправляє на пошуки довоєнного набору GECK, здатного відродити природу та забезпечити поселення всім необхідним. Герой, названий Обраним, згодом стикається з більшою загрозою — планами довоєнного уряду знищити населення Пустки, як мутантів, так і звичайних людей;
- Fallout 3 — третя частина серії, випущена в 2008 році. На відміну від попередніх, виконана в тривимірній графіці з видом від третьої особи. В 2277 році Самотній Мандрівник покидає своє Сховище 101 в пошуках батька, котрий вирушив на поверхню з невідомою метою. У своїх пригодах Самотній Мандрівник розкриває існування плану із забезпечення Столичної Пустки чистою водою, але ним замислив скористатися Анклав, щоб подолати мутантів, залишивши простий народ помирати;
- Fallout: New Vegas — заснована на третій частині, але не є її продовженням. Випущена в 2010 році. Події гри розгортаються в 2281 році в Нью-Вегасі — колишньому Лас-Вегасі. Кур'єр, який доставляє посилки Пусткою, зазнає нападу, але дивом виживає. Він вирушає повернути вкрадену посилку і помститися кривдникам, згодом опиняючись в центрі боротьби кількох угрупувань за вплив;
- Fallout 4 — четверта частина серії, випущена в 2015 році. Під час ядерного удару герой (або героїня) із сім'єю рятуються в Сховищі 111. Він стає учасником експерименту із заморозки та прокидається 2287 року, набагато пізніше, ніж було заплановано. Він виявляє, що всі інші мешканці Сховища загинули, а його сина було викрадено 60 років тому. Взявши ім'я Останній Вцілілий, герой вирушає дізнатися долю сина та допомогти людям у відродженні цивілізації[2].
- Fallout 76 — заснована на четвертій частині, але не є її продовженням. Видана у 2018 році. Події гри відбуваються у 2102 році в Західній Вірджинії.[3] Це перша гра серії, в якій з'явився онлайн режим та відсутній повноцінний однокористувацький режим[4].

### Мобільні ігри
- Fallout Shelter — гра для мобільних пристроїв, що вийшла для iOS та Android в 2015 році. Є симулятором менеджменту Сховища, де гравцеві належить розвивати і захищати його.

### Неканонічні
- Fallout Tactics: Brotherhood of Steel — тактична рольова гра, розроблена 14° East та випущена в 2001 році. За сюжетом новобранець Братства Сталі, Воїн, стає учасником походу в пошуках легендарного Сховища 0, де сховані рідкісні знання й технології. Однак зрештою бійцям братства доводиться протистояти суперкомп'ютеру Сховища, який втілює, за допомогою роботів, програму очищення поверхні від життя;
- Fallout: Brotherhood of Steel — випущена в 2004 році для Xbox і PlayStation 2. Виконана в стилі попередніх ігор, але з використанням тривимірної графіки. У цій грі група членів Братства Сталі, відправлена на пошуки зниклих товаришів, стикається з бандитами і мутантами генерала Аттіса, колишнього воєначальника армії Повелителя, який задумав продовжити справу свого командира.

### Фанатські розробки
- Fallout of Nevada — на стадії розробки.
- Fallout: London — фанатська модифікація для Fallout 4, випущена у 2024 році[5].
- Old World Blues — мод для стратегії в реальному часі Hearts of Iron IV[6].

### Невидані ігри
- Van Buren (робоча назва) — розроблювана Black Isle Studios відеогра, скасована в 2003 році. Розроблялася в тривимірній графіці, наслідуючи стиль канонічних ігор. Напрацювання пізніше використовувалися в Fallout: New Vegas. Головним героєм мав стати В'язень, котрий в 2253 році, користуючись нагодою, втік з в'язниці на свободу — в повну небезпек Пустку[7].
- Fallout Online (робоча назва Project V13) — скасована багатокористувацька онлайнова рольова гра у всесвіті Fallout.

## Ігровий процес

Геймплей Fallout 4

В іграх серії гравець бере на себе роль персонажа, риси та характеристики якого зазвичай сам створює. Розвиток персонажа відбувається в наслідок набору досвіду в рамках системи S.P.E.C.I.A.L. (Strength, Perception, Endurance, Charisma, Intelligence, Agility, Luck), розробленої в 1996 році для Fallout. Вона має такі основні характеристики як: сила, сприйняття, витривалість, харизма, інтелект, спритність, удача. Основні характеристики можуть мати значення від 1 до 10.
На їх основі визначаються вторинні характеристики, як швидкість реакції, стійкість до отрут і радіації. На вторинні характеристики впливають предмети, якими володіє персонаж. Навички визначають володіння зброєю, майстерність у різних заняттях; відображаються у відсотках. Здібності або перки дозволяють отримати додаткові можливості, наприклад, мати більше варіантів у діалогах або вміти торгуватися.
Від персонажів, що зустрічаються по дорозі, отримуються квести — завдання, за виконання яких зараховуються досвід, гроші й корисні предсети. Квести в загальному поділяються на обов'язкові (виконання яких рухає сюжет) і побічні (можуть принести певну користь, більше розповісти про світ гри). Проте не всі виконання завдань є добрими вчинками. Співвідношення добрих і злих вчинків визначає карму персонажа. Будучи негативною, нейтральною чи позитивною, карма впливає на ставлення персонажів, результати дій і часто фінали ігор. Репутація також визначає ставлення до персонажа інших персонажів, але діє в межах окремих груп. Для однієї організації герой може бути другом, для іншої — ворогом, відповідно до виконаних/провалених квестів та вчинків на її території.

## Волт-бой

Зображення Волт-боя

У грі повсюдно використовується зображення Волт-боя — маскота компанії Vault-Tec. Він виглядає як карикатурний чоловічок, що ілюструє характеристики, навички, здібності, репутацію і т. д. Через часту появу в грі на комп'ютерах «Pip-Boy», Волт-боя нерідко помилково називають так само.
Ідея персонажа належить одному з творців Fallout, Леонарду Боярському.

## Екранізація
Серіал Fallout був анонсований у липні 2020 року, і вийшов на екрани у 2024. Керівники проєкту: Ліза Джой та Джонатан Нолан.